# Henri Reul
Henri Barthélémy Reul (Dison, 15 november 1900 - Andrimont, 1 april 1988) was een Belgisch volksvertegenwoordiger.

## Levensloop
Reul was arbeider en werd meestergast. Hij evolueerde binnen de Kommunistische Partij van België en werd in 1946 voor deze partij verkozen tot volksvertegenwoordiger voor het arrondissement Verviers. Hij vervulde dit mandaat tot in 1949.
Hij was ook nog gemeenteraadslid van Andrimont van 1940 tot 1952 en verdween nadien in de anonimiteit.